# Tripp Phillips
Tripp Phillips (Newport News, 26 agosto 1977) è un ex tennista statunitense.

## Carriera
In carriera ha vinto 2 titoli di doppio. Nei tornei del Grande Slam ha ottenuto il suo miglior risultato raggiungendo le semifinali di doppio agli US Open nel 2006, in coppia con l'australiano Ashley Fisher.

## Statistiche

### Doppio

#### Vittorie (2)
| Numero | Anno           | Torneo                                          | Superficie | Compagno      | Avversari in finale       | Punteggio      |
| 1.     | 8 ottobre 2006 | Japan Open Tennis Championships, Tokyo          | Cemento    | Ashley Fisher | Paul Goldstein Jim Thomas | 6-2, 7-5       |
| 2.     | 20 luglio 2008 | Indianapolis Tennis Championships, Indianapolis | Cemento    | Ashley Fisher | Scott Lipsky David Martin | 3-6, 6-3, 10-5 |